# Акт провозглашения независимости Украины

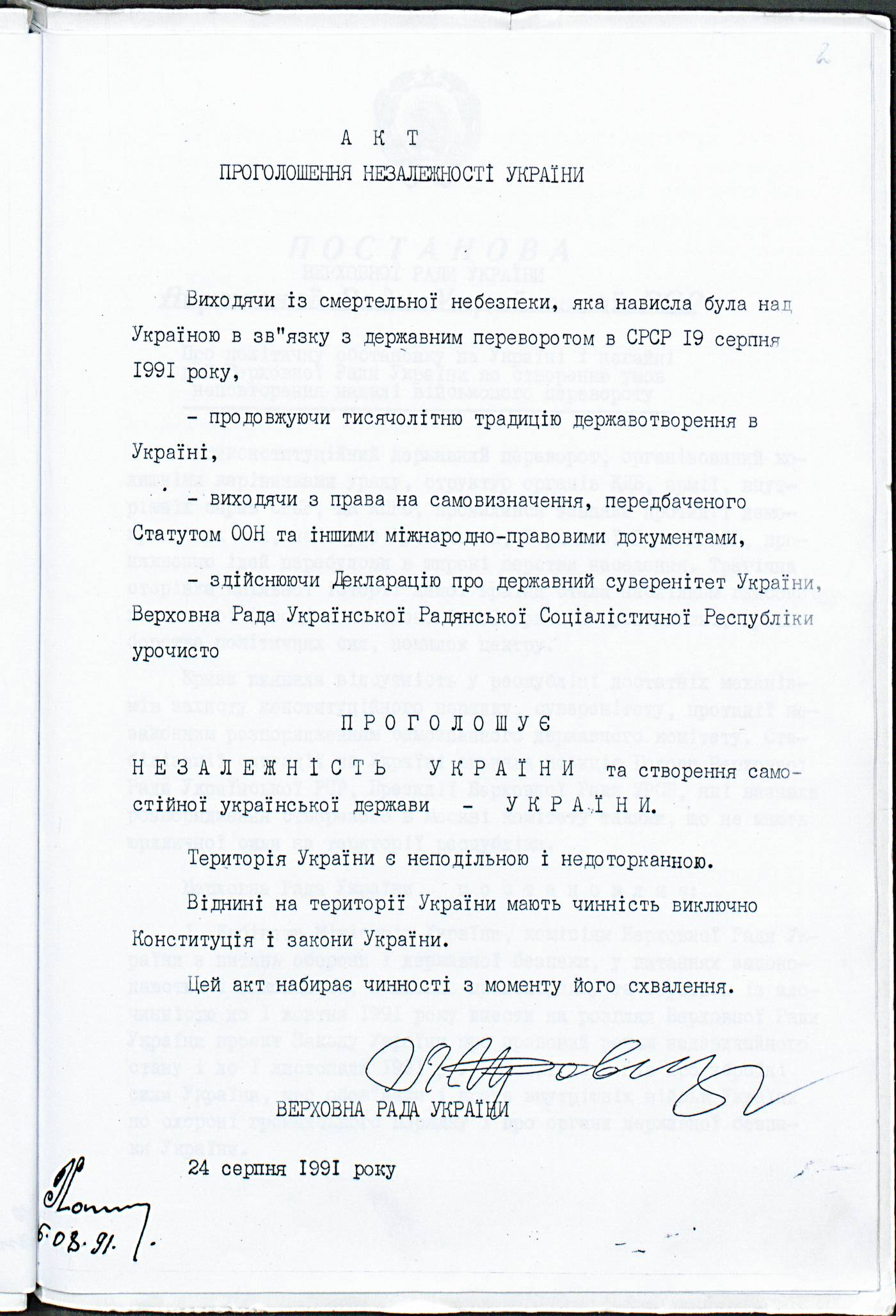
Акт провозглашения независимости Украины (машинописный оригинал)

Акт провозглашения независимости Украины (укр. Акт проголошення незалежності України) — документ, принятый 24 августа 1991 года внеочередной сессией Верховного Совета Украинской ССР, которым были провозглашены независимость Украины и создание самостоятельного государства Украина.
Независимость была провозглашена после неудавшегося путча в Москве.
Известен ряд исторических документов, также провозглашавших независимость украинского государства в разное время:
- IV Универсал Центральной рады от 9 (22) января 1918 года о провозглашении независимости УНР.
- Украинский Национальный Совет 3 ноября 1918 года издал манифест о независимости ЗУНР.
- Сейм 15 марта 1939 года издал Конституционный закон ч.1, провозгласивший независимость Карпатской Украины.

## Принятие документа
24 августа 1991 года Верховный Совет Украинской ССР под председательством Леонида Кравчука (впоследствии — первого президента Украины) принял Акт провозглашения независимости Украины. 

## Основные положения
Документ принят «исходя из смертельной опасности, нависшей было над Украиной в связи с государственным переворотом в СССР 19 августа 1991 года», «продолжая тысячелетнюю традицию государственного строительства», «исходя из права на самоопределение» и «осуществляя Декларацию о государственном суверенитете Украины», были торжественно провозглашены «независимость Украины и создание самостоятельного украинского государства — Украины». Акт провозгласил неделимость и неприкосновенность территории Украины и объявил единственно действительными в республике Конституцию и законы Украины. Документ вступил в силу с момента принятия.
В тот же день ВС УССР принял постановление «О провозглашении независимости Украины», объявившее Украину независимым демократическим государством, на территории которого, в соответствии с Актом, действуют только украинские Конституция и законодательство. Документ установил дату 1 декабря 1991 года днём проведения республиканского референдума в подтверждение Акта (одновременно с выборами первого президента Украины). 1 декабря 1991 года Акт был подтверждён всеукраинским референдумом — за его одобрение проголосовало 90,32 % участников референдума при явке 84,18 %.